# Asterodiscides bicornutus
Asterodiscides bicornutus är en sjöstjärneart som beskrevs av Lane och Ross Robert Mackerras Rowe 2009. Asterodiscides bicornutus ingår i släktet Asterodiscides och familjen Asterodiscididae. Inga underarter finns listade i Catalogue of Life.